# (8836) Aquifolium
(8836) Aquifolium est un astéroïde de la ceinture principale.

## Description
(8836) Aquifolium est un astéroïde de la ceinture principale. Il fut découvert le 26 septembre 1989 à La Silla par Eric Walter Elst. Il présente une orbite caractérisée par un demi-grand axe de 3,06 UA, une excentricité de 0,04 et une inclinaison de 9,8° par rapport à l'écliptique.

## Compléments